# Муниково
Му́никово (рос. Муниково) — присілок у складі Грязовецького району Вологодської області, Росія. Входить до складу Вохтозького міського поселення.

## Населення
Населення — 3 особи (2010; 17 у 2002).
Національний склад (станом на 2002 рік):
- росіяни — 94 %